# Saint-Fergeux

Saint-Fergeux este o comună în departamentul Ardennes din nordul Franței. În 1 ianuarie 2022 avea o populație de 217 de locuitori.